# Kevin Willis
Kevin Alvin Willis (nascut el 6 de setembre de 1962) és un exjugador professional de bàsquet americà conegut principalment per jugar amb els Atlanta Hawks a la National Basketball Association (NBA). Era un pivot/aler pivot de 2,13 metres. Excloent els jugadors que encara no són elegibles, ostenta el rècord de més partits jugats entre els que no formen part del Naismith Memorial Basketball Hall of Fame.
Willis és un dels quinze jugadors de la història de la NBA amb més de 16.000 punts i 11.000 rebots en la seva carrera. Va ser nomenat a l'equip All-Star de la Conferència Est de la NBA el 1992, quan va acabar la temporada amb una mitjana de 15,5 rebots per partit, la màxima de la seva carrera. Willis té mitjanes de carrera de 12,2 ppp, 8,4 rpp, i 0,9 app mentre que va jugar una mitjana de 27 minuts per partit en 21 temporades a la NBA. Durant els seus 23 anys a la lliga, va guanyar un campionat amb els San Antonio Spurs el 2003. Comparteix la segona posició per més temporades jugades a la NBA amb Robert Parish, Kevin Garnett, i Dirk Nowitzki.
Durant la temporada 2004-05, Willis va ser el jugador més vell de la lliga als 42 anys, i continuaria sent-ho fins a la seva retirada al final de la temporada 2006-07 als 44 anys.

## Primers anys
Nascut a Los Angeles, Willis es va graduar a la Pershing High School a Detroit i es va unir a l'equip de bàsquet en el seu tercer any.

## Trajectòria universitària
Willis va jugar competitivament a Jackson College durant la seva primera temporada i es va transferir a la Michigan State University, on jugaria tres temporades com a estudiant de moda i tèxtils.

## Trajectòria professional

### Atlanta Hawks (1984–1994)
Va ser seleccionat al Draft de l'NBA del 1984 pels Atlanta Hawks. L'11 de març de 1986, Willis va aconseguir la màxima anotació de la seva carrera amb 39 punts i 21 rebots durant una victòria per 128–116 contra els Denver Nuggets.
En total, va jugar amb els Hawks durant nou temporades (més dos partits d'una desena temporada) fins al 1994. Willis va formar equip amb Dominique Wilkins, Spud Webb, i Doc Rivers per guiar freqüentment els Hawks a les eliminatòries i oferir una forta presència en el rebot. Cap al final de la seva etapa amb els Hawks, ell i Wilkins van ser nomenats capitans de l'equip.

### Miami Heat (1994–1996)
Willis va ser traspassat als Miami Heat el 1994 a canvi de Grant Long i Steve Smith. La primera temporada de Willis va ser tumultuosa, i el traspàs va ser tan mal rebut a Miami que va conduir indirectament a l'organització a buscar, i finalment aconseguir, la contractació de Pat Riley com a nou entrenador i director general.(xinès)

### Golden State Warriors (1996)
A la data límit de traspassos de la NBA de 1996, els Golden State Warriors van adquirir Willis, juntament amb Bimbo Coles, a canvi de Chris Gatling i Tim Hardaway.

### Houston Rockets (1996–1998)
Willis va fitxar pels Houston Rockets el 1996.

### Toronto Raptors (1998–2001)
El 9 de juny de 1998, Willis va ser traspassat als Toronto Raptors a canvi de Roy Rogers i dues eleccions de primera ronda de 1998.

### Denver Nuggets (2001)
El 12 de gener de 2001, els Denver Nuggets van adquirir Willis, Aleksandar Radojević, Garth Joseph, i una elecció de segona ronda de 2001 en un acord que va portar Tracy Murray, Keon Clark, i Mamadou N'Diaye a Toronto. Ell i Radojević van ser traspassats junts nou mesos més tard als Milwaukee Bucks a canvi de Scott Williams i una elecció de segona ronda de 2002.

### Retorn als Houston Rockets (2001–2002)
Sense jugar cap partit pels Bucks, Willis va ser traspassat de nou als Rockets a canvi d'una altra elecció de segona ronda de 2002.---

### San Antonio Spurs (2002–2004)

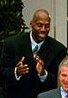
Willis a la Casa Blanca el 2003

Willis va fitxar pels San Antonio Spurs. Va ser el 2003 amb els Spurs que finalment va guanyar un anell de campió de la NBA.

### Retorn als Atlanta Hawks (2004–2005)
Willis va tornar als Hawks per a una temporada més a la 2004–05, i en fer-ho, es va posicionar com el jugador més vell de la lliga.

### Dallas Mavericks (2007)
El 30 de març de 2007, The Dallas Morning News va informar que Willis només havia de passar un reconeixement mèdic per poder fitxar pel líder de la Conferència Oest Dallas Mavericks. Willis, que no va jugar a la 2005–06, segons es va informar, ocuparia la 15a plaça vacant de la plantilla de l'equip. L'acord es va fer oficial quan va signar un contracte de 10 dies amb els Mavericks el 2 d'abril de 2007. Va participar en cinc partits a finals de la temporada regular i va formar part de la plantilla dels Mavericks als playoffs com a 12è jugador, però no va jugar a la sorprenent eliminació precoç dels Mavericks a la primera ronda. En jugar cinc partits durant la 2006–07, Willis es va convertir en la persona més gran en jugar més de dos partits en una temporada de la NBA (l'entrenador dels Providence Steamrollers Nat Hickey es va activar per a dos partits a la 1948, als 45 anys i 363 dies.) Membre del Hall of Fame Robert Parish, que, als 43 anys, va jugar 43 partits amb els Chicago Bulls a la 1996–97, anteriorment posseïa molts dels rècords de longevitat i edat de Willis.

### Retirada
Willis va acabar la seva carrera com a jugador després de la temporada 2006–07, tornant al seu negoci de roba, Willis & Walker. L'empresa amb seu a Atlanta, que s'especialitza en roba a mida per a homes alts i corpulents, va ser fundada el 1988 per Willis i el seu antic company de Michigan State, Ralph Walker.
El lluitador professional Lex Luger va revelar que Willis li va fer diversos vestits durant el seu temps com a sastre, així com una camisa Nehru blanca amb coll que més tard lluirà prominentment en el seu retorn a la WCW a Nitro el 1995. Luger coneixia Willis d'anys anteriors, ja que l'anterior havia treballat a la promoció amb seu a Geòrgia originalment del 1987 al 1992.

## Aparicions a la televisió
El 2007, Willis va fer tres aparicions al programa de reality show de Spike TV, Pros vs Joes.

## Estadístiques de la NBA
Plantilla:Llegenda d'estadístiques de jugador de la NBA

### Temporada regular
| Any           | Equip         | PJ    | PT  | Min  | %TC  | %T3  | %TL   | RPP  | APP | ROB | TPP | PPP  |
| ------------- | ------------- | ----- | --- | ---- | ---- | ---- | ----- | ---- | --- | --- | --- | ---- |
| 1984-85       | Atlanta       | 82    | 19  | 21.8 | .467 | .221 | .657  | 6.4  | .4  | .4  | .6  | 9.3  |
| 1985-86       | Atlanta       | 82    | 59  | 28.0 | .517 | .000 | .654  | 8.6  | .5  | .8  | .5  | 12.3 |
| 1986-87       | Atlanta       | 81    | 81  | 32.4 | .536 | .250 | .709  | 10.5 | .8  | .8  | .8  | 16.1 |
| 1987-88       | Atlanta       | 75    | 55  | 27.9 | .518 | .000 | .649  | 7.3  | .4  | .9  | .5  | 11.6 |
| 1989-90       | Atlanta       | 81    | 51  | 28.1 | .519 | .286 | .683  | 8.0  | .7  | .8  | .6  | 12.4 |
| 1990-91       | Atlanta       | 80    | 80  | 29.7 | .504 | .400 | .668  | 8.8  | 1.2 | .8  | .5  | 13.1 |
| 1991-92       | Atlanta       | 81    | 80  | 36.6 | .483 | .162 | .804  | 15.5 | 2.1 | .9  | .7  | 18.3 |
| 1992-93       | Atlanta       | 80    | 80  | 36.0 | .506 | .241 | .653  | 12.9 | 2.1 | .9  | .5  | 17.9 |
| 1993-94       | Atlanta       | 80    | 80  | 35.8 | .499 | .375 | .713  | 12.0 | 1.9 | 1.0 | .5  | 19.1 |
| 1994-95       | Atlanta       | 2     | 2   | 44.5 | .390 | .000 | .667  | 18.0 | 1.5 | .5  | 1.5 | 21.0 |
| 1994-95       | Miami         | 65    | 61  | 35.4 | .469 | .214 | .691  | 10.7 | 1.3 | .9  | .5  | 17.1 |
| 1995-96       | Miami         | 47    | 42  | 28.9 | .473 | .000 | .712  | 8.9  | .7  | .4  | .5  | 10.2 |
| 1995-96       | Golden State  | 28    | 18  | 27.8 | .433 | .250 | .701  | 7.8  | .7  | .5  | .6  | 11.3 |
| 1996-97       | Houston       | 75    | 32  | 26.2 | .481 | .143 | .693  | 7.5  | .9  | .6  | .4  | 11.2 |
| 1997-98       | Houston       | 81    | 74  | 31.2 | .510 | .143 | .793  | 8.4  | 1.0 | .7  | .5  | 16.1 |
| 1998-99       | Toronto       | 42    | 38  | 29.0 | .418 | .000 | .839  | 8.3  | 1.6 | .7  | .7  | 12.0 |
| 1999-00       | Toronto       | 79    | 1   | 21.3 | .415 | .333 | .799  | 6.1  | .6  | .5  | .6  | 7.6  |
| 2000-01---    | Toronto       | 35    | 9   | 22.0 | .461 | .000 | .753  | 6.4  | .6  | .5  | .6  | 8.8  |
| 2000-01---    | Denver        | 43    | 13  | 24.6 | .428 | .250 | .788  | 7.2  | .7  | .9  | .7  | 9.6  |
| 2001-02       | Houston       | 52    | 5   | 16.7 | .440 | .000 | .747  | 5.8  | .3  | .5  | .4  | 6.1  |
| 2002-03†      | San Antonio   | 71    | 6   | 11.8 | .479 | .000 | .614  | 3.2  | .3  | .3  | .3  | 4.2  |
| 2003-04       | San Antonio   | 48    | 0   | 7.8  | .467 | .000 | .615  | 2.0  | .2  | .4  | .2  | 3.4  |
| 2004-05       | Atlanta       | 29    | 5   | 11.9 | .389 | .000 | .739  | 2.6  | .3  | .3  | .2  | 3.0  |
| 2006-07       | Dallas        | 5     | 0   | 8.6  | .385 | –    | 1.000 | 1.6  | .2  | .4  | .2  | 2.4  |
| Total carrera | Total carrera | 1.424 | 891 | 26.9 | .487 | .211 | .713  | 8.4  | .9  | .7  | .5  | 12.1 |
| All-Star      | All-Star      | 1     | 0   | 14.0 | .400 | –    | –     | 4.0  | .0  | .0  | .0  | 8.0  |

### Playoffs
| Any           | Equip         | PJ | PT | Min  | %TC  | %T3   | %TL   | RPP  | APP | ROB | TPP | PPP  |
| ------------- | ------------- | -- | -- | ---- | ---- | ----- | ----- | ---- | --- | --- | --- | ---- |
| 1986          | Atlanta       | 9  | –  | 31.1 | .561 | –     | .652  | 7.2  | .6  | .8  | .9  | 13.9 |
| 1987          | Atlanta       | 9  | –  | 39.6 | .522 | –     | .677  | 9.2  | .7  | 1.0 | .8  | 15.7 |
| 1988          | Atlanta       | 12 | –  | 38.5 | .580 | .000  | .680  | 9.0  | .9  | .8  | .8  | 16.2 |
| 1991          | Atlanta       | 5  | 5  | 31.8 | .403 | .667  | .700  | 9.0  | 1.0 | .4  | .2  | 15.4 |
| 1993          | Atlanta       | 3  | 3  | 34.3 | .467 | .000  | .571  | 8.7  | 1.0 | .7  | .0  | 16.7 |
| 1994          | Atlanta       | 11 | 11 | 32.9 | .457 | .000  | .762  | 10.8 | 1.0 | .7  | .5  | 12.2 |
| 1997          | Houston       | 16 | 0  | 18.4 | .400 | .000  | .684  | 4.7  | .7  | .6  | .3  | 6.4  |
| 1998          | Houston       | 5  | 5  | 33.6 | .400 | .000  | .750  | 10.6 | 1.0 | 1.0 | 1.6 | 11.2 |
| 2000          | Toronto       | 3  | 0  | 25.3 | .364 | –     | .750  | 8.7  | .3  | .7  | .0  | 13.0 |
| 2003†         | San Antonio   | 18 | 0  | 5.1  | .525 | 1.000 | 1.000 | 1.7  | .1  | .1  | .1  | 2.6  |
| 2004          | San Antonio   | 7  | 0  | 3.6  | .375 | .000  | .000  | .9   | .0  | .1  | .0  | .9   |
| Total carrera | Total carrera | 98 | –  | 24.3 | .484 | .214  | .692  | 6.5  | .6  | .6  | .4  | 9.9  |